# Bunchosia glandulifera

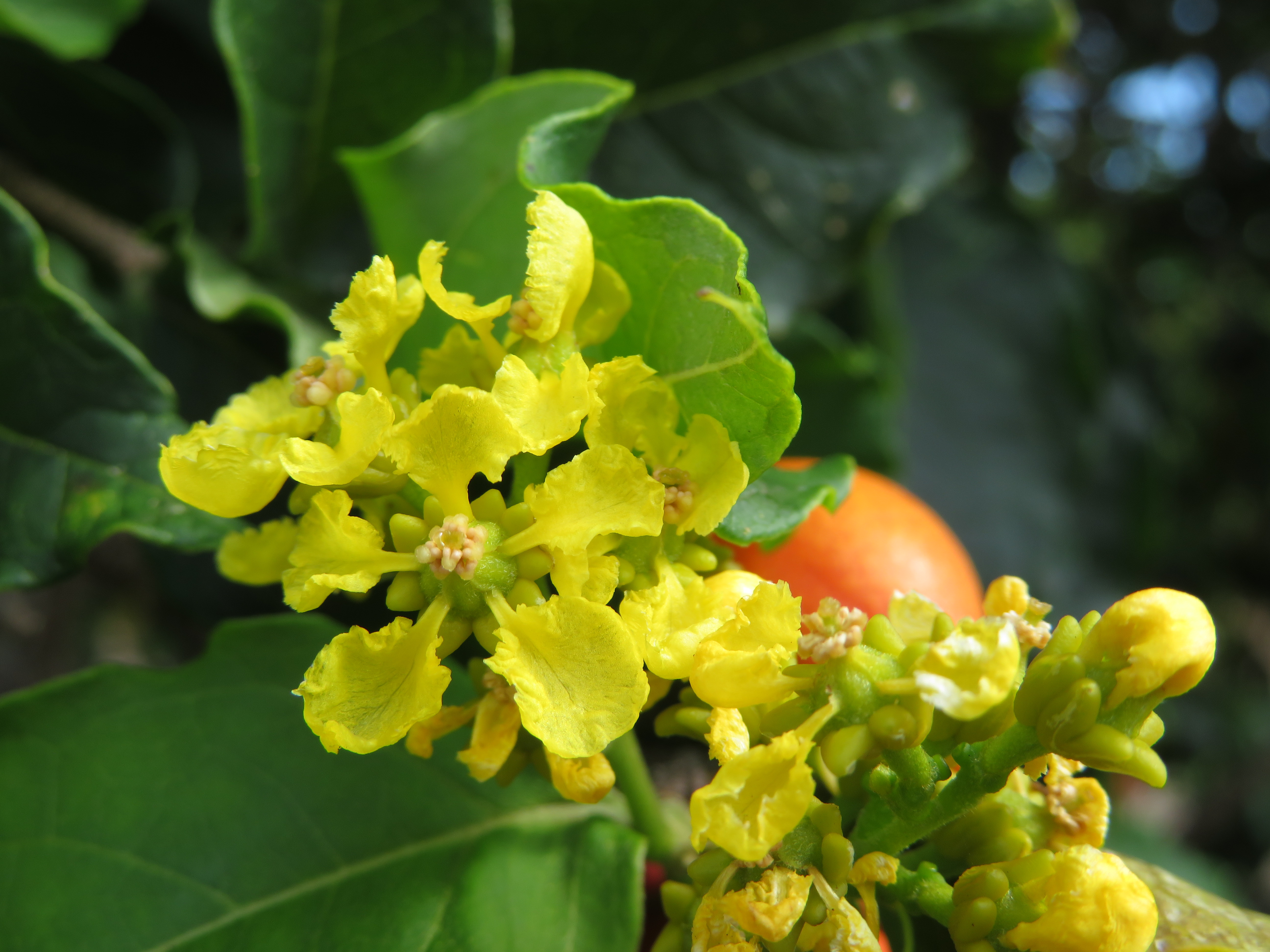
Blüten

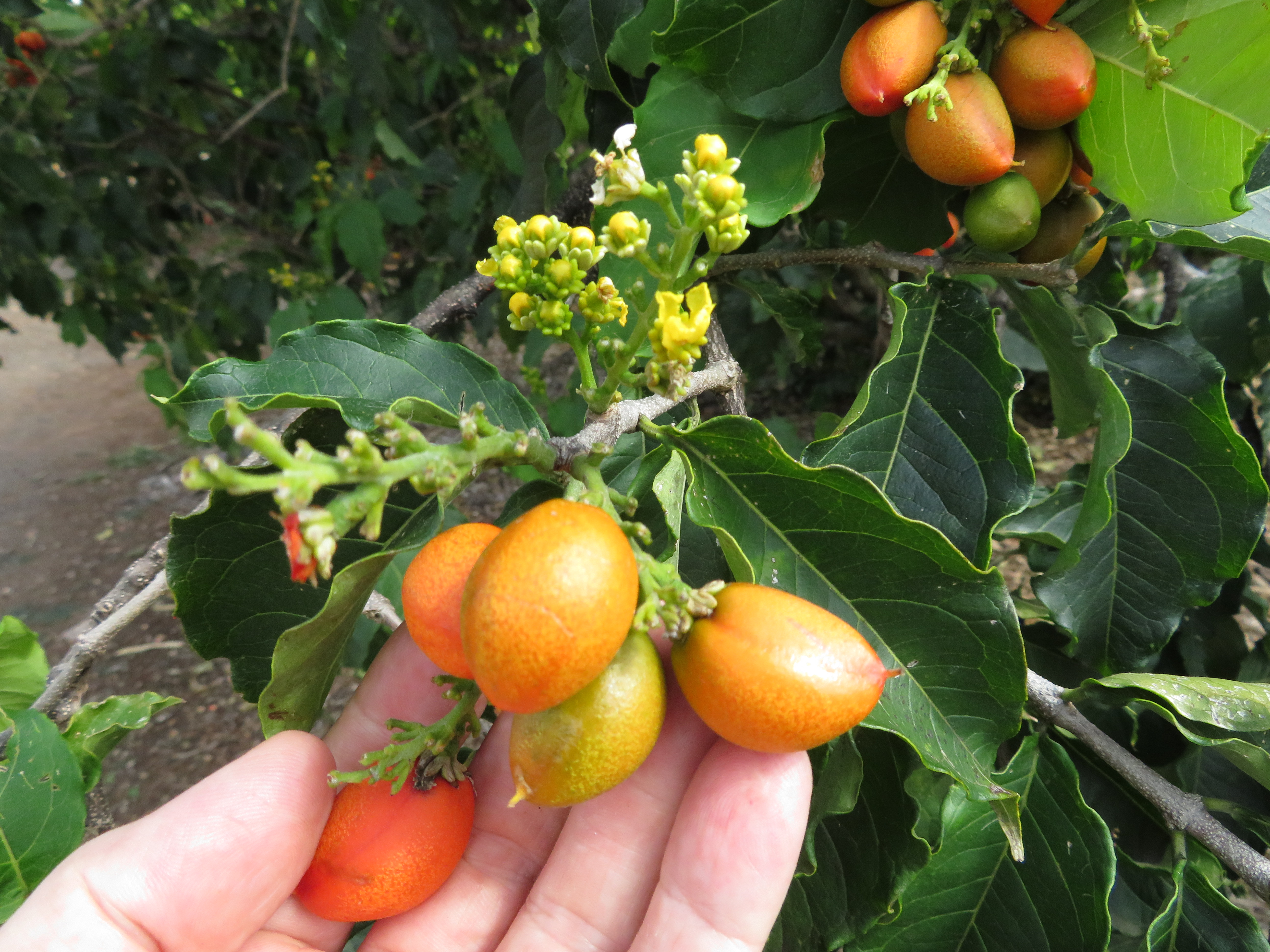
Blütenstände und unreife Früchte

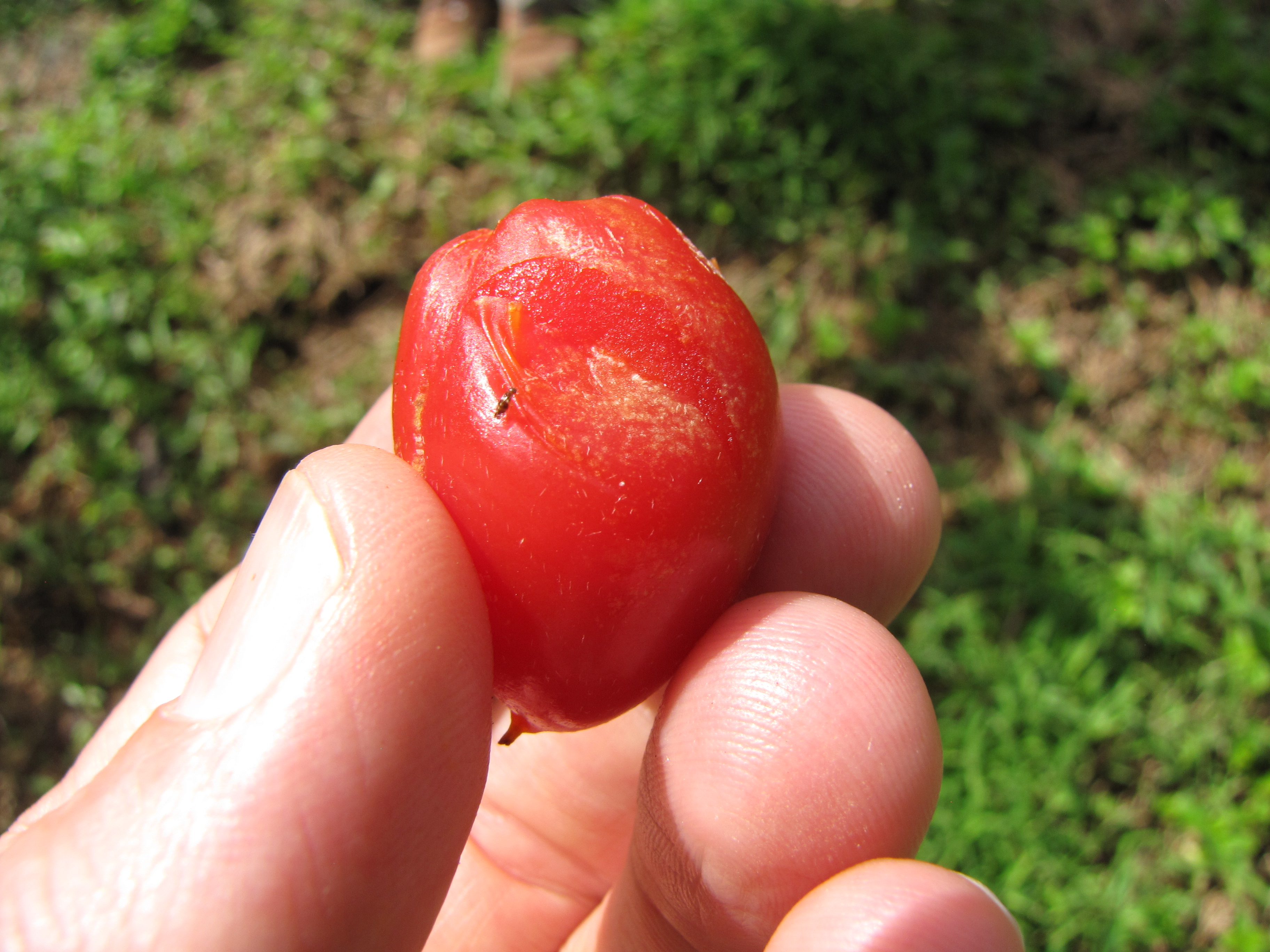
Reife Frucht

Bunchosia glandulifera ist ein Baum in der Familie der Malpighiengewächse aus dem nordwestlichen und nördlichen Südamerika.

## Beschreibung

### Vegetative Merkmale
Bunchosia glandulifera wächst als immergrüner Strauch oder kleinerer Baum bis etwa 7–8 Meter hoch. Die Borke ist gräulich-braun, glatt bis leicht rau oder feinknötelig. Der Stamm liefert ein Gummi.
Sehr ähnlich ist Bunchosia argentea, die Blätter sind hier aber am Rand nicht gewellt und anfangs beidseits, später nur noch unterseits, stärker und angepresst seidig, silbrig behaart, auch die Blattdrüsen sind anders. Dies führt häufig zu Verwechslungen, diese Art wird auch nicht kultiviert, im Gegensatz zu Bunchosia glandulifera. Irgendwann wurde Bunchosia glandulifera in den USA als Bunchosia argentea eingeführt und unter diesem Namen weiter verbreitet. Alle Fotos, die auf anderen Websites von diesen Pflanzen zu sehen sind, sind tatsächlich Bunchosia glandulifera. Es wird auch noch die Bunchosia glandulosa (Cav.) DC. geführt, diese ist auch sehr ähnlich und hat kahle und schmälere Blätter und oben am Blattstiel zwei Drüsen.
Die einfachen, gegenständigen Laubblätter sind kurz gestielt. Der etwas feinhaarige Blattstiel ist bis etwa 0,5–1 Zentimeter lang. Die Blätter sind eiförmig bis elliptisch oder verkehrt-eiförmig, an der Spitze spitz bis zugespitzt und mit einem ganzen und gewellten Rand. Die Blätter werden bis zu 10–18 Zentimeter lang und sie sind ober- und unterseits, abnehmend, mit zweiästigen, weißen Trichomen behaart und sie sind unterseits drüsig. Die jungen Blätter sind dichter behaart, die Blattbehaarung nimmt dann später ab. Es sind kleine Nebenblätter vorhanden.

### Generative Merkmale
Es werden achselständige, aufrechte und dickstielige, kleine traubige Blütenstände an den Zweigenden ausgebildet. Es sind bei den Blüten kleine Trag- und Vorblätter vorhanden, und der Blütenstiel sitzt an einem „Gelenk“ auf den kurzen Seitenachsen (Peduncle, Floriferis). Die zwittrigen Blüten sind fünfzählig mit doppelter Blütenhülle. Die dickstieligen Blüten sind gelb. Die schmalen, kurzen und grünen, leicht haarigen Kelchblätter sind aufrecht mit außen, meist zwei basal verwachsenen, großen, grünlich-gelben, länglichen und fleischigen Öldrüsen. Die genagelten, gelben Kronblätter besitzen eine rundliche und am Rand teils gesägte bis gekerbte Platte. Die kurzen 10 Staubblätter sind an der Basis verwachsen. Der zweikammerige, feinhaarige Fruchtknoten ist oberständig mit einem Griffel mit zweiteiliger, fleischiger Narbe.
Es werden eiförmige bis ellipsoide, fast glatte, schwach behaarte und orange bis rote, kurz bespitzte Beeren gebildet. Es können an der Spitze noch Griffelreste vorhanden sein. Die kleinen Früchte mit dünner, etwas gummiger Schale, sind etwa 2–3,5 Zentimeter lang und enthalten 1 oder meist 2 freie, etwa 1–1,5 Zentimeter lange und hellbräunliche, elliptische, einseitig etwas abgeflachte und relativ glatte und knochige Samen. Das rote Fruchtfleisch ist klebrig, leicht saftig und süß. Man kann die Früchte noch nicht ganz reif, noch orange, ernten und dann zwei Tage nachreifen lassen, sie werden dann rot und weich.

## Verwendung
Die Früchte sind essbar.